# 打赖宰生台吉
打赖宰生台吉（?—?），又作我摺进台吉，简称打赖台吉、宰生台吉，孛儿只斤氏。蒙古右翼土默特部領主，俺答汗之孙，辛爱黄台吉的第七子。
打赖宰生台吉部下万余骑兵。驻牧于兴和（今河北省张北县一带）及以北地区。与明朝互市于山西新平市口等处，他和明朝关系比较融洽。他的儿子为主儿窳大台吉。